# Atletismo nos Jogos Olímpicos de Verão de 2020 - Lançamento de disco feminino
O evento do lançamento de disco feminino nos Jogos Olímpicos de Verão de 2020 ocorreu entre os dias 31 de julho e 2 de agosto de 2021 no Estádio Olímpico. Um total de 31 atletas de 19 nações competiram.

## Formato
O evento continua a usar o formato de duas fases (eliminatórias e final) introduzido em 1936. Nas eliminatórias cada competidora teve direito a três lançamentos para atingir a distância de qualificação de 64 metros; se menos de 12 atletas conseguissem, as 12 melhores (incluindo todas as empatadas) avançavam.
Na final, cada atleta teve direito a três lançamentos iniciais; as oito primeiras atletas ao final da terceira rodada receberam três lançamentos adicionais para um total de seis, com o melhor a contar para o resultado final (os lançamentos da fase de qualificação não são considerados para a final).

## Calendário
Horário local (UTC +9)
| 31 de julho   | 2 de agosto |
| 9:30          | 20:00       |
| ------------- | ----------- |
| Eliminatórias | Final       |

## Medalhistas
| Ouro   | USA Valarie Allman |
| Prata  | GER Kristin Pudenz |
| Bronze | CUB Yaime Pérez    |

## Recordes
Antes desta competição, os recordes mundiais, olímpicos e regionais da prova eram os seguintes:
| Tipo | Atleta           | Marca   | Local          | Data                   |
| ---- | ---------------- | ------- | -------------- | ---------------------- |
|      | Gabriele Reinsch | 76,80 m | Neubrandenburg | 9 de julho de 1988     |
|      | Martina Hellmann | 72,30 m | Seul           | 29 de setembro de 1988 |

### Por região
| Região                             | Marca | Atleta             | Nação             |
| ---------------------------------- | ----- | ------------------ | ----------------- |
| África                             | 64,87 | Elizna Naudé       | África do Sul     |
| Ásia                               | 71,68 | Xiao Yanling       | China             |
| Europa                             | 76,80 | Gabriele Reinsch   | Alemanha Oriental |
| América do Norte, Central e Caribe | 70,88 | Hilda Ramos        | Cuba              |
| Oceania                            | 69,64 | Dani Stevens       | Austrália         |
| América do Sul                     | 65,98 | Andressa de Morais | Brasil            |

Os seguintes novos recordes nacionais foram estabelecidos durante a competição:
| Nação  | Atleta       | Rodada        | Marca   | Notas |
| ------ | ------------ | ------------- | ------- | ----- |
| Itália | Daisy Osakue | Eliminatórias | 63,66 m | =     |

## Resultados

### Eliminatórias
Regra de qualificação: marca padrão de 64,00 m (Q) ou pelo menos as 12 melhores atletas (q) avançam a final.
| Pos. | Grupo | Atleta                    | CON                | #1    | #2    | #3    | Marca | Notas                |
| ---- | ----- | ------------------------- | ------------------ | ----- | ----- | ----- | ----- | -------------------- |
| 1    | B     | Valarie Allman            | USA Estados Unidos | 66.42 |       |       | 66.42 | Q                    |
| 2    | B     | Kamalpreet Kaur           | IND Índia          | 60.29 | 63.97 | 64.00 | 64.00 | Q                    |
| 3    | A     | Sandra Perković           | CRO Croácia        | 63.75 | x     | x     | 63.75 | q                    |
| 4    | A     | Kristin Pudenz            | GER Alemanha       | 63.53 | x     | 63.73 | 63.73 | q                    |
| 5    | B     | Daisy Osakue              | ITA Itália         | 52.26 | 63.66 | x     | 63.66 | q, =                 |
| 6    | B     | Marike Steinacker         | GER Alemanha       | 63.22 | x     | x     | 63.22 | q                    |
| 7    | B     | Yaime Pérez               | CUB Cuba           | 62.90 | 63.18 | 59.97 | 63.18 | q                    |
| 8    | B     | Liliana Cá                | POR Portugal       | 57.70 | 62.85 | x     | 62.85 | q                    |
| 9    | B     | Chen Yang                 | CHN China          | 62.59 | 61.57 | 62.72 | 62.72 | q                    |
| 10   | B     | Claudine Vita             | GER Alemanha       | 62.39 | 62.46 | 62.38 | 62.46 | q                    |
| 11   | A     | Shadae Lawrence           | JAM Jamaica        | 59.55 | 62.27 | x     | 62.27 | q                    |
| 12   | B     | Izabela da Silva          | BRA Brasil         | 56.14 | 61.52 | 60.64 | 61.52 | q                    |
| 13   | B     | Marija Tolj               | CRO Croácia        | 54.76 | 61.48 | 60.33 | 61.48 |                      |
| 14   | A     | Jorinde van Klinken       | NED Países Baixos  | x     | 61.15 | x     | 61.15 |                      |
| 15   | A     | Melina Robert-Michon      | FRA França         | x     | 60.88 | 59.81 | 60.88 |                      |
| 16   | A     | Seema Punia               | IND Índia          | x     | 60.57 | 58.93 | 60.57 |                      |
| 17   | B     | Bin Feng                  | CHN China          | 59.26 | 60.45 | x     | 60.45 |                      |
| 18   | B     | Subenrat Insaeng          | THA Tailândia      | 54.99 | 59.23 | 56.82 | 59.23 | Recorde da temporada |
| 19   | A     | Chrysoula Anagnostopoulou | GRE Grécia         | 57.06 | 59.18 | 58.55 | 59.18 |                      |
| 20   | A     | Su Xinyue                 | CHN China          | 55.37 | 58.90 | 57.85 | 58.90 |                      |
| 21   | B     | Andressa de Morais        | BRA Brasil         | x     | x     | 58.90 | 58.90 |                      |
| 22   | B     | Dani Stevens              | AUS Austrália      | 53.01 | 58.77 | 54.60 | 58.77 |                      |
| 23   | A     | Denia Caballero           | CUB Cuba           | x     | 57.96 | x     | 57.96 |                      |
| 24   | A     | Fernanda Borges           | BRA Brasil         | x     | 57.90 | x     | 57.90 |                      |
| 25   | A     | Irina Rodrigues           | POR Portugal       | x     | 54.60 | 57.03 | 57.03 |                      |
| 26   | B     | Dragana Tomašević         | SRB Sérvia         | 55.97 | 56.95 | 56.43 | 56.95 |                      |
| 27   | A     | Rachel Dincoff            | USA Estados Unidos | 55.10 | x     | 56.22 | 56.22 |                      |
| 28   | A     | Kelsey Card               | USA Estados Unidos | 54.85 | 55.78 | 56.04 | 56.04 |                      |
| 29   | B     | Karen Gallardo            | CHI Chile          | 55.66 | 53.69 | 55.81 | 55.81 |                      |
| 30   | A     | Alexandra Emilianov       | MDA Moldávia       | 54.57 | x     | x     | 54.57 |                      |
| 31   | A     | Nataliya Semenova         | UKR Ucrânia        | x     | x     | 54.28 | 54.28 |                      |

### Final
A final foi disputada em 2 de agosto, às 20:00 locais.
| Pos.              | Atleta            | CON                | #1    | #2    | #3    | #4    | #5    | #6    | Marca | Notas           |
| ----------------- | ----------------- | ------------------ | ----- | ----- | ----- | ----- | ----- | ----- | ----- | --------------- |
| Medalha de ouro   | Valarie Allman    | USA Estados Unidos | 68.98 | x     | x     | 64.76 | 66.78 | x     | 68.98 |                 |
| Medalha de prata  | Kristin Pudenz    | GER Alemanha       | 63.07 | 65.34 | 64.35 | x     | 66.86 | x     | 66.86 | Recorde pessoal |
| Medalha de bronze | Yaime Pérez       | CUB Cuba           | 65.72 | 62.16 | 63.20 | 65.20 | x     | x     | 65.72 |                 |
| 4                 | Sandra Perković   | CRO Croácia        | 62.53 | x     | 65.01 | x     | x     | 63.25 | 65.01 |                 |
| 5                 | Liliana Cá        | POR Portugal       | 62.31 | 63.93 | x     | x     | x     | x     | 63.93 |                 |
| 6                 | Kamalpreet Kaur   | IND Índia          | 61.62 | x     | 63.70 | x     | 61.37 | x     | 63.70 |                 |
| 7                 | Shadae Lawrence   | JAM Jamaica        | 60.22 | 62.12 | 58.98 | 59.46 | 59.26 | x     | 62.12 |                 |
| 8                 | Marike Steinacker | GER Alemanha       | x     | 62.02 | x     | x     | 60.10 | 60.32 | 62.02 |                 |
| 9                 | Claudine Vita     | GER Alemanha       | 60.70 | x     | 61.80 | —     | —     | —     | 61.80 |                 |
| 10                | Chen Yang         | CHN China          | 61.57 | 59.59 | 61.43 | —     | —     | —     | 61.57 |                 |
| 11                | Izabela da Silva  | BRA Brasil         | 60.39 | x     | 59.56 | —     | —     | —     | 60.39 |                 |
| 12                | Daisy Osakue      | ITA Itália         | 59.97 | x     | x     | —     | —     | —     | 59.97 |                 |

Legenda
| Recorde mundial      | Recorde mundial (World record)               |                       | Recorde africano                      | Recorde africano (African) |                                           | Q | Classificado por posição (Qualified) |
| Recorde olímpico     | Recorde olímpico (Olympic record)            | Recorde da América    | Recorde da América (Americas)         | q                          | Classificado por melhor tempo (Qualified) |   |                                      |
| Melhor marca do ano  | Melhor marca do ano (World leading)          | Recorde asiático      | Recorde asiático (Asian)              | DNS                        | Não largou (Did not start)                |   |                                      |
| Recorde nacional     | Recorde nacional (National record)           | Recorde europeu       | Recorde europeu (European)            | DNF                        | Não terminou (Did not finish)             |   |                                      |
| Recorde pessoal      | Recorde pessoal do atleta (Personal best)    | Recorde da Oceania    | Recorde da Oceania (Oceania)          | DSQ / DQ                   | Desclassificado (Disqualified)            |   |                                      |
| Recorde da temporada | Recorde da temporada do atleta (Season best) | Recorde sul-americano | Recorde sul-americano (South America) | NM                         | Sem marca (No mark)                       |   |                                      |